# Улянове (Вознесенський район)
Уляно́ве — село в Україні, у Веселинівській селищній громаді Вознесенського району Миколаївської області. Населення становить 53 осіб. До 2016 року орган місцевого самоврядування — Зеленівська сільська рада.